# Teichwolframsdorf
Teichwolframsdorf is een ortsteil van de landgemeente Mohlsdorf-Teichwolframsdorf in de Duitse deelstaat Thüringen, en maakt deel uit van het landkreis Greiz. Tot 1 december 2011 was Teichwolframsdorf een zelfstandige gemeente.